# Murina silvatica
Murina silvatica är en fladdermusart som beskrevs av Mizuko Yoshiyuki 1983. Murina silvatica ingår i släktet Murina och familjen läderlappar. Inga underarter finns listade i Catalogue of Life.
Denna fladdermus förekommer i Japan. Arten godkänns inte av IUCN. Den listas där som synonym till Murina ussuriensis.